# Unión Cívica Radical Antipersonalista

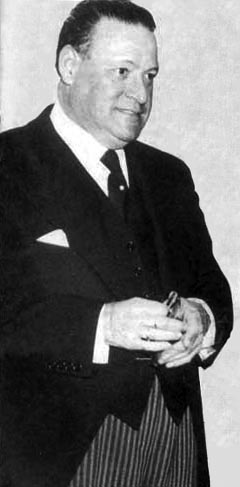
El radical antipersonalista Roberto M. Ortiz, fue presidente de la Nación entre 1938 y 1942.

La Unión Cívica Radical Antipersonalista (UCRA) fue un partido político argentino desprendido de la Unión Cívica Radical en 1924. En las elecciones de 1928 presentó la candidatura de Leopoldo Melo, quien perdió frente a Hipólito Yrigoyen, candidato de la UCR. A partir de 1932 integró la coalición denominada la Concordancia que ganó las elecciones de 1931 y 1937, en esta última consagrando como presidente de la Nación a una de sus principales figuras, Roberto M. Ortiz (1938-1942). La UCRA formaba parte de un amplio movimiento autodenominado «antipersonalista», que cuestionaba la figura de Hipólito Yrigoyen (presidente de 1916-1922/1928-1930), a quien acusaban de «personalista» y antidemocrático.

## Historia
La UCR Antipersonalista daba máxima importancia al principio político de "impersonalidad de la coalición" propuesto por Leandro Alem como una de las cuatro banderas del radicalismo y criticaba el liderazgo vertical y personalista de Hipólito Yrigoyen. Muchos antipersonalistas provenían del núcleo de seguidores de Leandro Alem en los primeros años de existencia de la UCR llamados los rojos o galeritas, opuestos a la nueva línea de conducción que expresaba Hipólito Yrigoyen, llamados los líricos.
Cuando Marcelo T. de Alvear sucedió en la presidencia a Hipólito Yrigoyen, se planteó un fuerte enfrentamiento entre los dos líderes radicales que agudizó la división interna de la Unión Cívica Radical. Muchos radicales antipersonalistas, como Vicente Gallo, Roberto M. Ortiz, y Tomás Le Breton, fueron ministros de Alvear.
En octubre de 1924 se creó la Unión Cívica Radical Antipersonalista liderada por Leopoldo Melo y Vicente Gallo, acompañados entre otros por Tomás Le Breton, José P. Tamborini, José C. Crotto, los principistas de Entre Ríos encabezados por Miguel Laurencena, y el futuro presidente de la Nación Roberto M. Ortiz. El lencinismo de Mendoza y el bloquismo de San Juan, también se sumaron al radicalismo antipersonalista aunque sin perder identidad. Marcelo T. de Alvear apoyó a los antipersonalistas, sin embargo, nunca llegó a sumarse abiertamente, y cuando en 1926 el sector intentó intervenir la provincia de Buenos Aires para afectar las posibilidades electorales del yrigoyenismo, Alvear lo impidió, afectando seriamente al antipersonalismo.
En 1927 la Unión Cívica Radical Antipersonalista eligió como candidato a presidente a Leopoldo Melo, acompañado por Vicente Gallo para vicepresidente, que fue inmediatamente apoyado por la Confederación de las Derechas, unificadora de todo el espectro conservador como alternativa contra la candidatura de Hipólito Yrigoyen.
Las elecciones se realizaron el 1 de abril de 1928 polarizándose entre los dos candidatos radicales. El triunfo de Yrigoyen fue aplastante: 840.000 votos contra 440.000 de Melo-Gallo.
Muchos antipersonalistas participaron activamente en el golpe militar del 6 de septiembre de 1930, conducido por José Félix Uriburu, que derrocó a Yrigoyen y el partido expresó su apoyo al gobierno militar con un manifiesto fechado el 25 de septiembre.

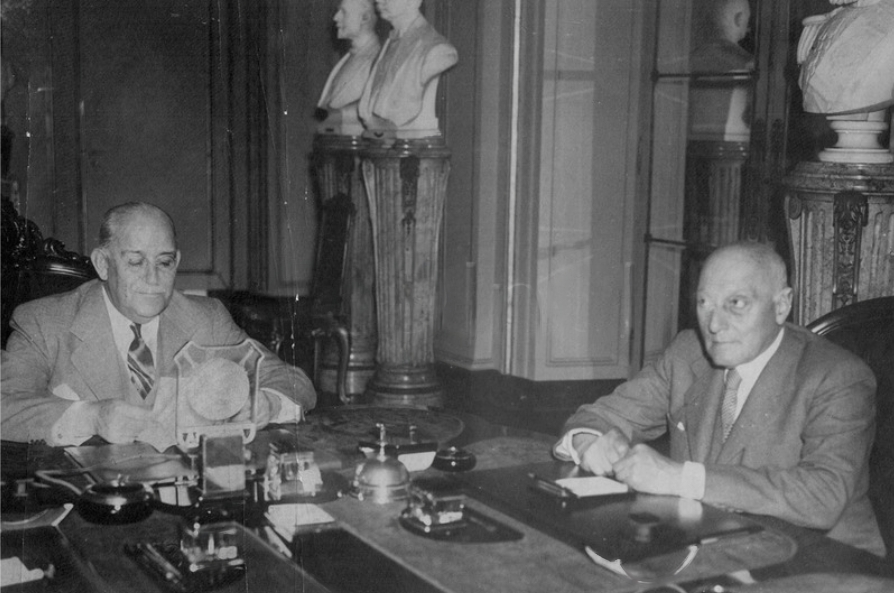
Agustín P. Justo y Leopoldo Melo, dos de los principales dirigentes del radicalismo antipersonalista.

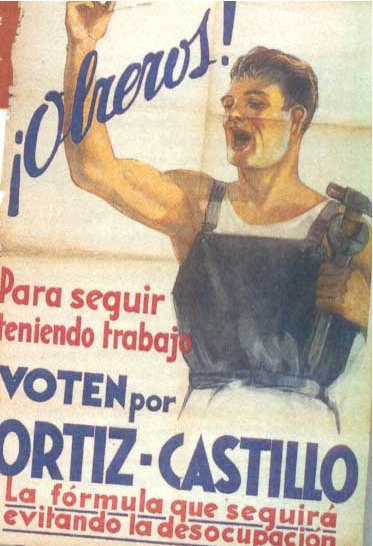
Póster de la Concordancia en 1938.

En 1932 la Unión Cívica Radical Antipersonalista integró la Concordancia junto al Partido Demócrata Nacional y el Partido Socialista Independiente que ganó las elecciones y llevó a la presidencia de la Nación al también radical antipersonalista Agustín P. Justo. En esas elecciones el yrigoyenismo había sido proscripto y la Unión Cívica Radical había declarado la abstención.
La Unión Cívica Radical Antipersonalista participó del gobierno de Justo con tres ministros: Leopoldo Melo como ministro del Interior, Roberto M. Ortiz, como ministro de Hacienda, y Manuel de Iriondo. En la década de 1930 el bloque de diputados de la Unión Cívica Radical Antipersonalista alcanzaba a 60 diputados.
En 1938 el radical antipersonalista Roberto M. Ortiz fue elegido presidente de la Nación por la Concordancia, venciendo al candidato de la Unión Cívica Radical, Marcelo T. de Alvear.
El 18 de febrero de 1943 se conformó la última mesa directiva que tuvo el partido y esta estaba integrada por Juan Cepeda como presidente; Francisco Álvarez, senador nacional por Corrientes, como vicepresidente primero; Carlos R. Porto, senador nacional por San Juan, como vicepresidente segundo; los diputados nacionales Pedro Greni y Jaime Soler, Hernando Bergalli, Alberto R. Pasquini López, y Virgilio Sguazzini como secretarios; Néstor Aparicio como secretario apoderado; Alberto F. Figueroa, senador nacional por Catamarca, como tesorero; y el coronel Amado Ávalos como protesorero. 
Para las elecciones presidenciales de 1943, el partido prestó apoyó al presidente Ramón S. Castillo e integró el binomio presidencial de la Concordancia con la presencia del radical antipersonalista Manuel de Iriondo como candidato a vicepresidente y el conservador Robustiano Patrón Costas como candidato a presidente. 
El bloque de diputados radicales antipersonalistas en 1932 sumaba sesenta diputados. Durante la década se fue reduciendo hasta desaparecer en el curso de la década de 1940. En 1946-1947 solo un diputado, Julio Agustín Vanasco, representaba a la Unión Cívica Radical Antipersonalista.